# Samsung Galaxy A20
Samsung Galaxy A20 este un smartphone Android dezvoltat de Samsung Electronics, lansat în aprilie 2019. Acesta rulează pe sistemul de operare Android 9 (Pie) cu One UI. Modelul Galaxy A20 are 32 GB spațiu intern de stocare, 3 GB RAM și o baterie de 4000 mAh. Este un succesor al modelelor anterioare de smartphone-uri Samsung, Galaxy J6 și Galaxy A6⁠(d). A fost întrerupt pe 16 ianuarie 2023.

## Specificații

### Hardware
Samsung Galaxy A20 are un ecran Super AMOLED Infinity-V HD+ de 6,4 inci cu o rezoluție de 720 × 1560. Telefonul măsoară 158,4 mm × 74,7 mm × 7,8 mm și cântărește 169 g. Este alimentat de un CPU Octa-core (2x1,6 GHz Cortex-A73 & 6x1,35 GHz Cortex-A53) și un GPU Mali-G71 MP2. Are 32 GB stocare internă care poate fi extinsă până la 512 GB prin MicroSD. Galaxy A20 are, de asemenea, 3 GB RAM o baterie nedetașabilă de 4000 mAh cu un slot dual pentru cartela nano SIM.
A20 are o cameră frontală de 8 MP, cu o apertură f/2. Aceasta are o rezoluție video de 0,92 MP. Partea din spate are 2 camere. Una este de 13 MP, cu o apertură f/1.9, iar cealaltă este o cameră ultra-wide angle de 5 MP, cu o apertură f/2.2. Camera din spate are o rezoluție video de 2,07 MP. Ambele camere au un FPS video de 30ps.

### Software
Samsung Galaxy A20 rulează pe Android 9 (Pie) cu skin-ul personalizat Samsung One UI. Dispozitivul poate fi actualizat la Android 11.